# الضاحك الباكي (مسلسل)
الضاحك الباكي هو مسلسل تاريخي سيرة ذاتية مصري يتناول حياة الفنان نجيب الريحاني، المسلسل من إخراج محمد فاضل وبطولة عمرو عبد الجليل، رزان مغربي، محمد سليمان، أحمد عبد المجيد فردوس عبد الحميد، مصطفى شوقي هاجر الشرنوبي، وكريم عبدالعليم.

## نبذة
يجسد المسلسل الأحداث اللي تمت في مصر خلال فترة زمنية ابتداءً من 1910 وحتى 1949 وسيتضمن أحداث ثورة 1919 وفترة سيد درويش وفترة الحرب العالمية الأولى وأيضًا الحرب العالمية الثانية من خلال شخصية نجيب الريحاني وشخصيات أخرى.

## طاقم العمل
| - عمرو عبد الجليل: نجيب الريحاني - رزان مغربي: بديعة مصابني - الحكمدار أحمد عبد المجيد : الحكمدار كيف - فردوس عبد الحميد: والدة نجيب الريحاني - محمد سليمان: إستفان روستي - مؤمن نور: توفيق ريحانة - ياسر الطوبجي: بديع خيري - رامي الطمباري: عزيز عيد | - هاجر الشرنوبي: سعاد - سيد الرومي:محمد عبد القدوس - محمد صلاح آدم: يوسف ريحانة - زياد الشرقاوي: نجيب الريحاني طفلا - مصطفى شوقي: سيد درويش - صولا عمر:صالحة قاصين - إسماعيل فرغلي: المعلم فتيحة | - عزت زين: أحمد الشامي - أسامة عبد الله: عفيفي - باسم قهار: الياس ريحانة والد نجيب - يانا جمال - مريم حليم: - دارين حداد: فيكتورين - كريم عبدالعليم: أمين عطا الله |

تمثيل: ياسمين سمير: روز اليوسف- أحمد السلكاوي- زينب العبد: امتثال- عيد أبو الحمد- خالد محروس: سليم الابيض - محمود أبو شادي- باسم شريف- محمد حسني- ناجي سعد- منير مكرم- محمد غنيم- عفاف رشاد- صبا الرفاعي: الراقصة جوليا- أحمد التهامي- خالد عبد الحميد- ياسين الضو
شارك في التمثيل:
أحمد عبد المجيد إيهاب بدر الدين - هايدي سليم: جليلة - عماد الراهب - عبير فاروق - شيماء علي - طارق جلال - سامر المنياوي - هشام منصور - عبد الله عبد الغني: ناصف ورداني - حازم فؤاد - نبيل البرديسي - محمد شعبان - عدنان طلعت - وائل صالح - تمارة سعد - فرج يوسف - تامر سمير - إيهاب شريف - عبد المنعم المرصفي - عمرو زيدان - طارق كامل - محمد رياض - محمد شعبان - ناجي - أحمد بويا - أحمد جيكا - حسن قطب - رامي الأمير - سيد خميس - ياسمين عمرو عشري - عصام حسين - علي بدير - خالد العشري - محمد الدسوقي - عمرو عثمان - أحمد عثمان - أحمد جبر - أشرف بوذيشين - محمد وحيد - أحمد النمرسي - عزة السيد - علا عبد الباقي - علي جمال الدين - عبد الرحمن صبري - علي العمري - أيمن إسماعيل - هالة إبراهيم - أحمد صبري - جورج غبور - عمرو فؤاد - مريهان نصار - مصطفى الباز - أسامة طراف - وليد سيامي - خالد العيسوي - حميدو ماو - يوسف ممدوح - خالد نور الدين - عاطف الصياد - صلاح عبد المنعم - ثناء عمران - طه سالم - باسم محمود - محمد دسوقي
الأطفال: مالك حامد - رنا أبو شادي- ماندو الجندي - طوماس فادي - ياسين عمر عشرة - مالك حامد - محمد أسامة - سيف الزر